# إيشبوشث
ايشبوشث أو ايشبوشت أو أشبعل بالعبرية هو ملك مملكة إسرائيل وهو رابع أبناء الملك طالوت مؤسس مملكة إسرائيل، تولى ايشبوشث الحكم بعد وفاة أبيه واخوانه الثلاثة في معركة جبل قلبو، ورد ذكر الملك في سفر صمويل في الإنجيل وتولى الحكم وعمره أربعين سنة لكن حكمه لم يدم طويلا فبعد سنتين فقط من اعتلائه السدة خلفه في الحكم الملك داوود.
يبدو أن اسمه الأصلي كان «إيش بعل» بمعنى «من عابدي الإله بعل»، وسمي ب«إيش بوشت»، أي «ابن الخجل» من قبل معارضي العبادة الكنعانية.